# Prefettura di Miyazaki
Miyazaki (宮崎県?, Miyazaki-ken) è una prefettura giapponese con circa 1,2 milioni di abitanti, si trova nella regione di Kyūshū, sull'isola Kyūshū. Il suo capoluogo è l'omonima città Miyazaki.

## Geografia fisica
La prefettura di Miyazaki coincide con la vecchia provincia di Hyuga, che cambiò nome intorno al 1866-1869 a seguito della Restaurazione Meiji.
La prefettura di Miyazaki è situata sulla costa orientale dell'isola di Kyūshū. Confina ad ovest con le prefetture di Kagoshima e Kumamoto ed a nord col la prefettura di Ōita. Ad est si affaccia con una lunga costa sull'Oceano Pacifico.

### Città
Nella prefettura vi sono 9 città:
- Ebino
- Hyūga
- Kobayashi
- Kushima
- Miyakonojō
- Miyazaki (capoluogo)
- Nichinan
- Nobeoka
- Saito

### Paesi e villaggi
| - Distretto di Higashimorokata - Aya - Kunitomi - Distretto di Higashiusuki - Kadogawa - Misato - Morotsuka - Shiiba - Distretto di Kitamorokata - Mimata | - Distretto di Koyu - Kawaminami - Kijō - Nishimera - Shintomi - Takanabe - Tsuno | - Distretto di Nishimorokata - Takaharu - Distretto di Nishiusuki - Gokase - Hinokage - Takachiho |